# Sinquefield Cup

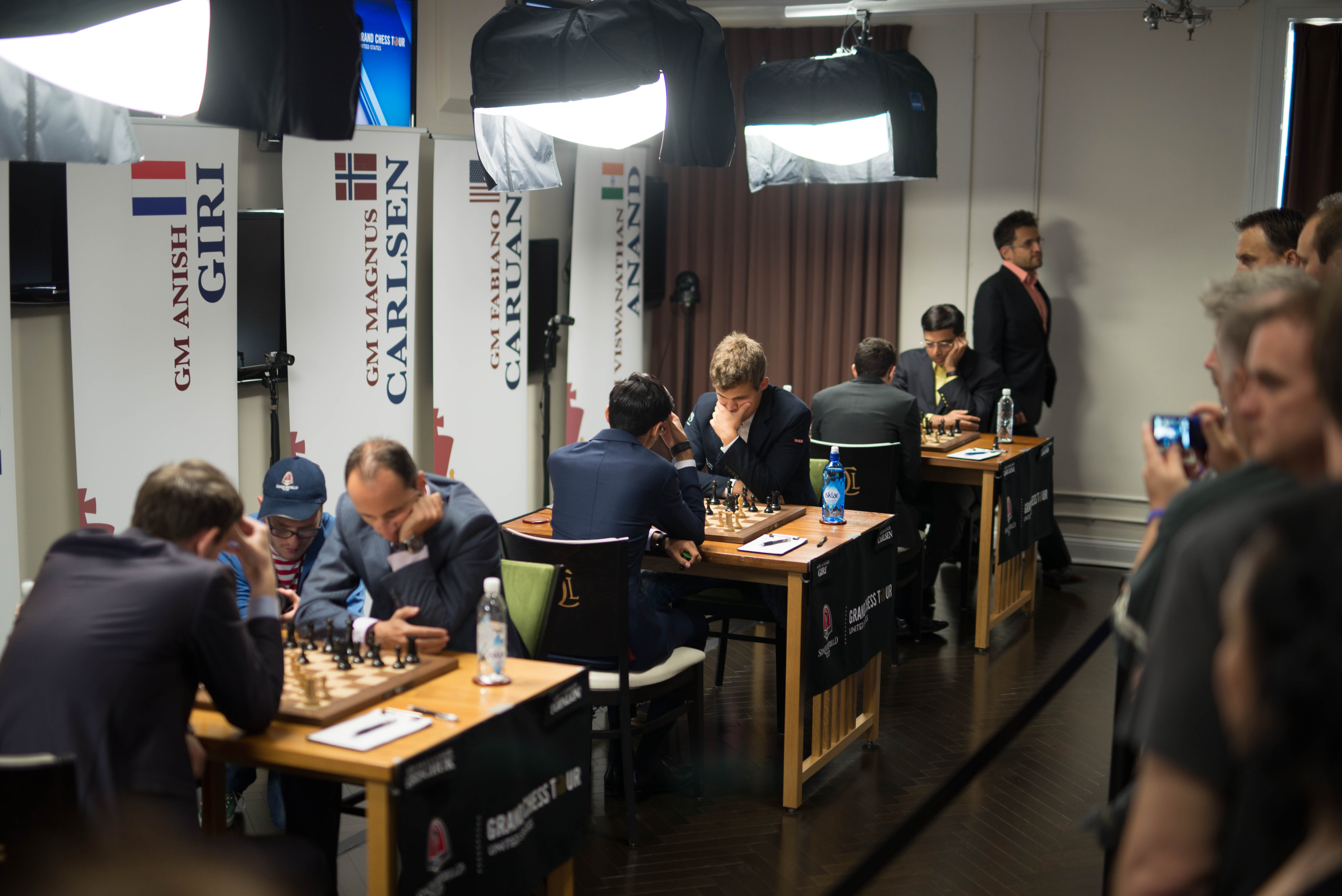
Sinquefield Cup 2015.

Sinquefield Cup är en i St. Louis, USA, årlig schackturnering endast för inbjudna spelare. Turneringen hålls och sponsras av Rex och Jeanne Sinquefield, som 2007 grundade Saint Louis Chess Club. 
Den första turneringen hölls 9 till 15 september 2013 på Chess Club and Scholastic Center of Saint Louis. De fyra stormästarna Magnus Carlsen (Norge), Hikaru Nakamura (USA), Levon Aronian (Armenien), Gata Kamsky (USA), spelade om den totala prissumman på $170 000, med $70 000 till vinnaren, $50 000 till tvåan, $30 000 till tredje plats och $20 000 till fjärde plats. 
Det genomsnittliga FIDE-ratingen för fältet var 2800, den högst rankade turneringen i USA vid den tidpunkten.
Under turneringen 2022, drog sig världsmästaren Magnus Carlsen ur turneringen, efter att han misstänkte fusk från sin motspelare Hans Niemann. 
Sedan 2015 har Sinquefield Cup varit en del av Grand Chess Tour.
| #  | År   | Vinnare                                                               |
| -- | ---- | --------------------------------------------------------------------- |
| 1  | 2013 | Magnus Carlsen (Norge)                                                |
| 2  | 2014 | Fabiano Caruana (Italien)                                             |
| 3  | 2015 | Levon Aronian (Armenien)                                              |
| 4  | 2016 | Wesley So (USA)                                                       |
| 5  | 2017 | Maxime Vachier-Lagrave (Frankrike)                                    |
| 6  | 2018 | Magnus Carlsen (Norge) Fabiano Caruana (USA) Levon Aronian (Armenien) |
| 7  | 2019 | Ding Liren (Kina)                                                     |
| 8  | 2021 | Maxime Vachier-Lagrave (Frankrike)                                    |
| 9  | 2022 | Alireza Firouzja (Frankrike)                                          |
| 10 | 2023 | Fabiano Caruana (USA)                                                 |
| 11 | 2024 | Alireza Firouzja (Frankrike)                                          |